# Ștefan Odobleja

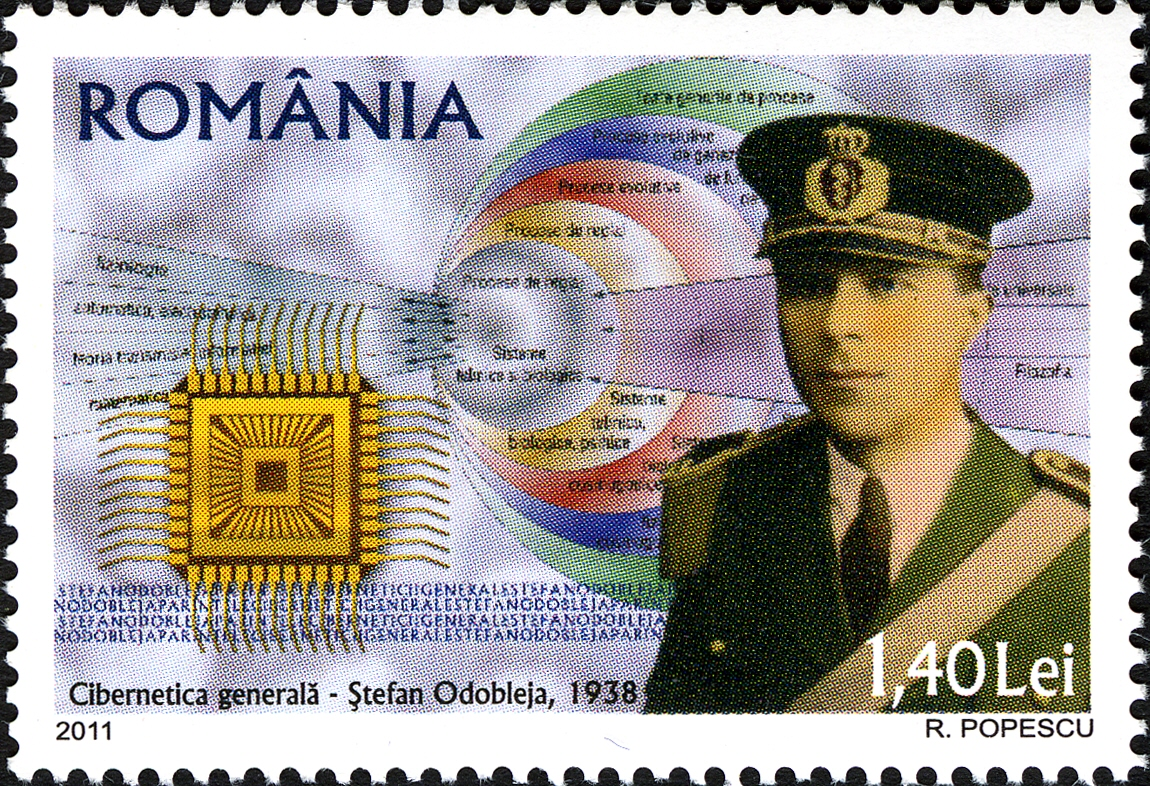

Ștefan Odobleja (n. 13 octombrie 1902, Valea Izvorului, Mehedinți — d. 4 septembrie 1978) a fost un autor, filozof, medic militar și scriitor român, precursor mondial al ciberneticii generalizate pe care el însuși a denumit-o „psihologia consonantistă”. Datorită contribuțiilor sale remarcabile, îndelung ignorate și nerecunoscute, Ștefan Odobleja a fost ales membru post-mortem al Academiei Române (în 1990).

## Educație și studii
În 1909, Ștefan Odobleja începe școala primară în satul natal, terminând cele cinci clase ale ciclului primar din satul său de origine în fiecare an cu premiul I. A urmat liceul Traian din Turnu-Severin, unde a învățat foarte bine limba franceză, fapt care i-a permis mai târziu să-și scrie și publice operele sale fundamentale la Paris, în Franța, în limba franceză. După terminarea liceului, Ștefan Odobleja se înscrie la facultatea de medicină, secția militară.

## Activitate profesională
În decursul vieții, Ștefan Odobleja a practicat medicina și a scris importante lucrări despre cibernetică. Prin activitatea sa în domeniul ciberneticii și-a atras ostilitatea regimului comunist, iar spre sfârșitul vieții s-a aflat sub supravegherea organelor de securitate. O parte din operele sale au fost publicate după moartea sa.

## Recunoaștere
Ca un semn de recunoaștere față de întreaga sa operă, Ștefan Odobleja a fost ales membru post-mortem al Academiei Române, în anul 1990. În onoarea sa a fost înființată „Academia de Cibernetică din Elveția”, un forum finanțat de Iosif Constantin Drăgan.
De Ștefan Odobleja amintesc, prin numele ce îl poartă, trei licee - unul în Turnu-Severin, unul in Craiova, altul în București, o stradă - cea pe care a locuit savantul, Spitalul Militar de Urgență din Craiova.
Satul în care s-a născut, în 1902, numit până în 1968 Valea Izvorului, și devenit prin lege adoptată de Parlament în 2004 "Ștefan Odobleja".

## Opere publicate
- 1928: Accidentele de automobil. Studiu medico-legal, Teză de doctorat, Tipografia „Avântul“, București
- 1929: studiul profesional Metodă de transonanță toracică, București
- 1932: La phonoscopie, editura G. Dion, Paris
- 1938: Psychologie consonantiste I, volumul I, editura Maloine, Paris
- 1939: Psychologie consonantiste II, volumul II, editura Maloine, Paris
- 1978: Psihologia consonantistă și cibernetica, București
- 1982: Psihologia consonantistă, București, ediția în limba română a sintezei ciberneticii generalizate, publicată la Paris în anii 1938–1939
- 1993: ODOBLEJA - Apariția ciberneticii pe pământ românesc, o evaluare făcută de Iosif Constantin Drăgan, București
- 2003: Introducere în logica rezonanței: scrieri inedite, Craiova, Scrisul românesc
- 2003: Psihologia consonantistă și cibernetica, Craiova, Scrisul românesc